# Lydella fuscipennis
Lydella fuscipennis là một loài ruồi trong họ Tachinidae.